# Justo Gallego Martínez

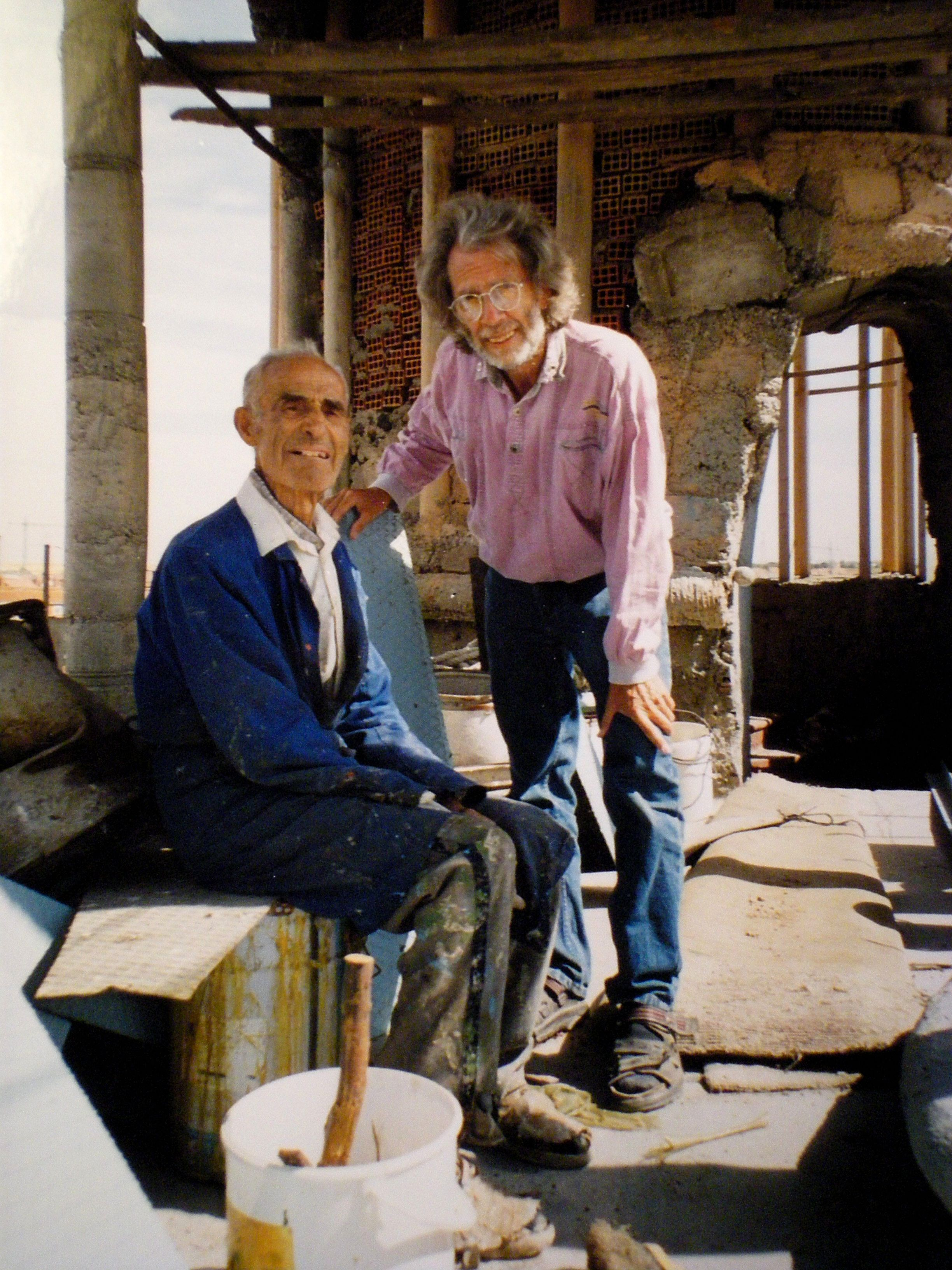
Don Justo (links) in 2003 met de Duitse artiest Ulrich Brinkhoff op het dak van de kathedraal

Justo Gallego Martínez (Mejorada del Campo, 20 september 1925 – Madrid, 28 november 2021), ook bekend als Don Justo, was een monnik die vanaf 1961 aan een kathedraal bouwde in het Spaanse dorpje Mejorada del Campo, nabij Madrid.

## Vroege leven en inspiratie
Gallego Martínez was een boer en stierenvechter. In 1953 werd hij lid van een trappistenabdij, maar acht jaar later moest hij vertrekken toen bij hem tuberculose werd vastgesteld en zijn gezondheid verslechterde onder het monastieke regime. Hij begon een kathedraal te bouwen op een perceel dat hij had geërfd van zijn ouders. Hij had beloofd dat als hij herstelde van de tuberculose, hij een heiligdom zou bouwen ter ere van de Nuestra Señora del Pilar (Vrouwe van de Pilaar), tot wie hij had gebeden.
Eusebio Sanchez Dominges, de pastoor, beschreef Gallego Martinez als een vrome man, die elke zondag de mis bijwoonde.

## De "kathedraal"

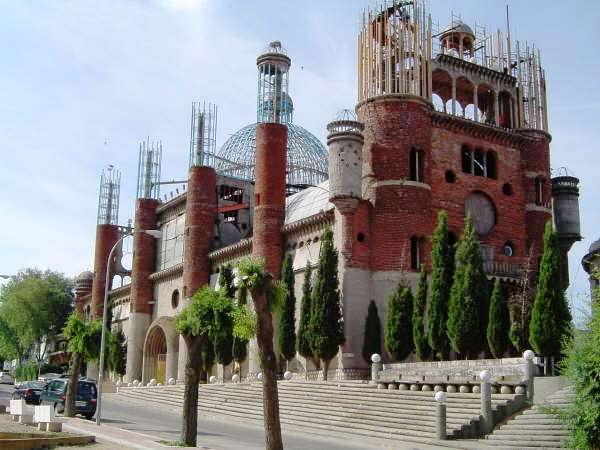
Kathedraal van Justo Gallego Martínez, Mejorada del Campo, Spanje, 2005

Er zijn geen formele plannen voor het gebouw. Het heeft zich ontwikkeld in de tijd in reactie op kansen en inspiratie. Een inspiratiebron was de Koepel van de Sint-Pietersbasiliek in Vaticaanstad.
De omtrek van het gebouw is 20x50 meter. Het is gebouwd op een oppervlakte van ongeveer 8.000 vierkante meter. Dit omvat een complex samenspel van kloosters, kantoren, onderdak en een bibliotheek. De kathedraal heeft al een koepel (naar het voorbeeld van Sint-Pieters) die circa 40 meter hoog is en ongeveer 12 meter in diameter - en waarvan de stalen pilaren zijn bevestigd met de hulp van zijn zes neefjes met behulp van katrollen.
Het merendeel van de bouwmaterialen en gereedschappen die hij gebruikt voor de bouw worden gerecycled. Hij gebruikt zowel alledaagse voorwerpen en overtollige bouwmaterialen geschonken door bouwbedrijven en een nabijgelegen steenfabriek. Zo zijn de kolommen gevormd met oude benzinevaten.
Geschat wordt dat het nog 15 tot 20 jaar kan duren om het gebouw te voltooien.
De structuur bestaat ook uit een klooster, een bibliotheek, kantoren en woonruimtes.
De kathedraal is nagelaten door Gallego Martinez aan het Bisdom van de nabijgelegen Alcalá de Henares. Hij zegt dat zijn gebouw is opgedragen aan Nuestra Señora del Pilar ("Onze Lieve Vrouw van de Pilaar"), een verheerlijking van Maria, de moeder van Jezus, wier belangrijkste heiligdom in Zaragoza is gelegen.

## Financiering en ondersteuning
Het gebouw heeft geen formele bouwvergunning of een bouwvergunning van de autoriteiten van Mejorada del Campo - de stad waar de kathedraal ligt (20 km van Madrid onder de vliegroute naar de luchthaven Barajas). Martínez heeft ook niet de zegen of ondersteuning van de Katholieke Kerk. Een gecertificeerde architect heeft echter in 2006 aangeboden pro bono zijn diensten te verlenen om het gebouw legaal te maken.
Gallego Martínez heeft voornamelijk alleen gewerkt aan de bouw, met hulp van zijn zes neefjes en incidentele vrijwilligers. Af en toe raadpleegt hij een expert op eigen kosten, in de zomer helpen soms vrijwilligers en voor het zware werk huurt hij een lokale medewerker op eigen kosten. Gallego Martínez woont samen met zijn zus. Hij financiert zijn werk door verkoop en verhuur van een deel van zijn geërfde landbouwgrond en verder van particuliere donaties van supporters en bezoekers. In 2005 gaf een reclamecampagne voor Aquarius frisdrank hem en zijn kathedraal brede media-aandacht in Spanje.

## Ontvangst
Burgers van het gebied hebben gemengde meningen over het lopende project. Sommigen zien het als een positieve toeristische attractie terwijl anderen de bouw alleen maar een doorn in het oog vinden waar de ambtenaren niet genoeg tegen hebben gedaan om het te voorkomen. De kathedraal speelt een rol in de roman Spaans hondje van de Nederlandse schrijfster Rascha Peper.
Pan Seco (Spanje, 2020) is een documentaire geregisseerd door Román Cadafalch en Cadhla Kennedy. De documentaire portretteert het dagelijkse leven van deze eigenaardige ruimte aan de rand van de grote Spaanse hoofdstad. Met vleugjes surrealisme duikt het verhaal in de psyche van deze twee ambivalente personages die de bizarre microkosmos van de "Cathedral of Faith" vormen. Beschikbaar om te bekijken in Filmin.